# Regulación Homométrica
Regulación homométrica de la fuerza contráctil en el músculo cardíaco se refiere a cambios en la fuerza contráctil del músculo cardíaco a una misma longitud de la fibra (o volumen de fin de diástole).
Esto ocurre durante cambios en el estado inotrópico del músculo, como por ejemplo estimulación simpática, resultando un incremento en la fuerza generada por el músculo al volumen de fin de diástole dado.